# Jörg Schneider
Jörg Walter Herbert Schneider (Schwarza, 23 de agosto de 1948) es un paleontólogo alemán.

## Vida
Entre los años 1968 y 1972 estudió geología y paleontología en la Universidad de Freiberg, aunque previamente había trabajado en exploración de gas natural. Se doctoró en 1977 con un trabajo sobre taxonomía y bioestratigrafía del orden Blattodea del Carbonífero y del Pérmico, y fue asistente de Arno Hermann Müller. Consiguió la habilitación en 1981 y en 1987 empezó a enseñar paleontología en la Universidad de Freiberg, donde en 1992 consiguió una cátedra. Desde junio de 2014 es profesor y jefe de un equipo de investigación de la Universidad Estatal de Kazán, en Rusia. Entre 1999 y 2001 fue vicepresidente de la Paläontologische Gesellschaft.

## Investigación y membresías
Estudia insectos fósiles, además de peces, sobre todo del Carbonífero y del Pérmico. Es miembro de la Paläontologische Gesellschaft y de la subcomisión de la estratigrafía del Pérmico de la Unión Internacional de Ciencias Geológicas.

## Descripciones taxonómicas (selección)
- Familia
- Pleurojulidae SCHNEIDER & WERNEBURG 1998

- Género
- Kashmirosaurus WERNEBURG & SCHNEIDER 1996
- Pleurojulus SCHNEIDER & WERNEBURG 1998

- Especie
- Pleurojulus steuri SCHNEIDER & WERNEBURG 1998

La especie Sclerocephalus jogischneideri WERNEBURG 1992 recibe ese nombre en su honor.